# Рудертінг
Рудертінг (нім. Ruderting) — громада в Німеччині, знаходиться в землі Баварія. Підпорядковується адміністративному округу Нижня Баварія. Входить до складу району Пассау.
Площа — 12,96 км2. Населення становить 3155 ос. (станом на 31 грудня 2020).

## Міста-партнери
- Ільц